# بيل هيغينز
بيل هيغينز (15 ديسمبر 1952 في الولايات المتحدة - ) (بالإنجليزية: Bill Higgins)‏ هو لاعب كرة سلة أمريكي في مركز هجوم خلفي.

## وصلات خارجية
- بيل هيغينز على موقع سبورتس رفرنس (الإنجليزية)
- بيل هيغينز على موقع ريلجم (الإنجليزية)
- بيل هيغينز على موقع بروبوليرز (الإنجليزية)